# Гоберман, Иосиф Михайлович
Ио́сиф Миха́йлович Гоберма́н (14 ноября 1905 — 26 июня 1983) — деятель советской транспортной отрасли, первый начальник Главмосавтотранса. Герой Социалистического Труда (1971).

## Биография
Родился в городе Кременчуг (ныне Полтавская область, Украина). Учился в школе 2-й ступени.
В 1919 году добровольцем ушёл в РККА, в должности обслуги броневика бронепулемётного взвода кавалерийской бригады участвовал в сражениях Гражданской войны. С 1922 года — водитель, затем командир броневика. В 1922 году вступил в ВКП(б).
С 1923 года проживал в Коломне Московской области, работал инструктором, затем секретарём райкома ВЛКСМ, заместителем председателя Коломенского районного Совета депутатов трудящихся.
В 1934 году Гобермана был переведён в Москву на аналогичную должность заместителя председателя Краснопресненского, затем Советского райисполкомов. На этих должностях Гоберман работал с автотранспортными предприятиями районов. Окончил заочное отделение Московского автодорожного института.
В 1937 году Иосиф Михайлович был назначен начальником Транспортного управления Мосгорисполкома (сокращённо «ТУМ»).
В 1939 году на базе ТУМ были образованы два управления: Управление автогрузового транспорта и Управление пассажирского транспорта Москвы, начальником обоих управлений был утверждён И. М. Гоберман. Эти должности он занимал около 11 лет.
В годы Великой Отечественной войны Гоберман был назначен командиром транспортного полка противовоздушной обороны города Москвы, затем командиром транспортной службы МПВО, выполнявшей важнейшие задания Государственного комитета обороны. Под его руководством была организована стабильная работа автотранспорта по эвакуации из столицы промышленных предприятий, детских учреждений, доставке автотранспортом в столицу продовольствия, топлива, обмундирования, перевозке на фронт воинских частей и боеприпасов. Транспортный полк принимал участие в перевозках грузов и людей по «Дороге жизни» — ледовой трассе Ладожского озера.
После войны Иосифом Михайловичем были разработаны и предложены руководству Москвы мероприятия по совершенствованию транспортной системы города, направленные на ликвидацию мелких автохозяйств и созданию на их базе автомобильного транспорта общего пользования. Он выдвинул предложение объединить разрозненный транспорт общего назначения (всего 4534 автохозяйств), централизовать перевозки грузов, обеспечить плановость и рациональность грузопотоков.
В 1955 году в соответствии с данными предложениями было принято Постановление о создании Главмосавтотранса, начальником которого был назначен сам инициатор идеи — Гоберман. Благодаря его настойчивости и инициативе, в Москве было создано более 50 крупных автопредприятий.
Работники автотранспорта под руководством Иосифа Михайловича активно участвовали во всех сферах деятельности городского хозяйства: это обеспечение жизненно важных и массовых сезонных перевозок для города, это перевозки для города грузов, включая всю номенклатуру строительной продукции для муниципального жилья и объектов социально-культурного назначения, транспортное обслуживание коммунального и дорожного хозяйства, промышленности и энергетики города, поставки всех видов топлива, горюче-смазочных материалов, доставка продовольствия и товаров народного потребления, транспортное обслуживание предприятий и учреждений культуры и здравоохранения, перевозка детского питания, комплексное транспортное обслуживание детских образовательных учреждений и населения столицы.
В 1966 году коллектив Главмосавтотранса за достижение высоких показателей был награждён орденом Трудового Красного Знамени.
Указом Президиума Верховного Совета СССР от 5 апреля 1971 года за выдающиеся достижения в организации работы автомобильного транспорта Гоберману Иосифу Михайловичу присвоено звание Героя Социалистического Труда.
По инициативе и при непосредственном участии Гобермана было принято Постановление Правительства о ежегодном праздновании (начиная с 1976 года) Дня работника автомобильного транспорта.
В начале 1980-х годов Гоберман реализовал проект по эксплуатации электромобилей. В течение 4-х лет проводилась опытная эксплуатация 243 транспортных средств данного типа. На них развозили завтраки в детские сады и школы.
И. М. Гоберман поддерживал развитие автоспорта в стране. По его инициативе спортивные общества «Труд», «Буревестник» и «Спартак» активно занимались воспитанием спортсменов из числа профессиональных автотранспортников.
Иосиф Михайлович руководил Главмосавтотрансом до конца своих дней, проживал в Москве.
Умер 26 июня 1983 года. Похоронен в Москве на Новодевичьем кладбище.

## Награды
- Медаль «Серп и Молот»
- Два Ордена Ленина
- Орден Октябрьской Революции (13.11.1975)[4]
- Три Ордена Трудового Красного Знамени
- Орден Красной Звезды
- Орден «Знак Почёта»
- Орден Дружбы народов
- другие награды